# Rodoslovna neskladja v Svetem pismu (Geneza)
Rodoslovna neskladja v Svetem pismu (Geneza) se pojavljajo predvsem zaradi metaforičnosti besedila, ki predstavlja polemično temo o dolžini trajanja človeškega življenja.
Zaradi znanstvenega pristopa rodoslovja se mnogokrat pojavljajo dvomi o istovetnosti in točnosti podatkov, ki jih rodoslovec prejme v obdelavo. Pri postopkih izdelave zanesljivega genealoškega drevesa se pogosto sooča z neskladji v zapisanih virih, nenazadnje tudi v Svetem pismu.

## Časovni zamiki
Eksodus (2 Mz 12,40) navaja: »Časa, ki so ga Izraelovi sinovi prebili v Egiptu, je 430 let.« Ta trditev se težko uravnovesi z genealogijo v 2 Mz 6,16-20, ki indicira, da sta Mojzes in Aron vnuka Kehata, Levijevega sina, ki pa je bil rojen že, ko je Jakob pripeljal svojo družino v Egipt (1 Mz 46,11). Problem tu je očiten. Če je Kehat, ki se je rodil pred izgnanstvom v Egipt, živel samo 133 let (2 Mz 6,18) in če je Kehatov sin Amram (oče Mojzesa in Arona) živel samo 137 let (2 Mz 6,20), kako je potem mogoče, da je minilo 430 let od prihoda Izraelcev v Egipt do njihovega eksodusa pod vodstvom Mojzesa (2 Mz 7,7).
Jožef je imel sedemnajst let, ko so ga njegovi bratje prodali v Egipt (1 Mz 37,2) in 30 let, ko ga je faraon imenoval za svojo desno roko (1 Mz 41,46). Po sedmih letih obilja in dveh letih lakote (ali devet let kasneje), se je Jožef spet srečal s svojimi brati (1 Mz 45,6), ki jih je nato skupaj z očetom povabil v Egipt. Z drugimi besedami: samo 22 ali 23 let je minilo od prodaje Jožefa in migracije Izraelcev v Egipt in v tem času sta navedena Hecron in Hamul kot dva Perecova sinova, ki sta odšla v Egipt (1 Mz 46,12).
Kronološki problem nastane zaradi dejstva, da je takoj po tem, ko je bil Jožef prodan, pisec 1 Mz 38,1 zapisal: »Tisti čas« je Juda vzel za ženo hči Kanaanca. Ta dogodek je prehitel vse druge dogodke v poglavju. Judi je žena rodila tri sinove. Prva dva sta odrasla, se poročila s Tamaro in umrla brez naraščaja. Ko umre Šua, Judova žena, Tamara ukani Judo in z njim zanosi. Ko se soočimo s problemom, kot je ta, se ne moremo prerekati o tem, da bi bila lahko vrzel med Perecom in Hecronom. Očitno je, da je pisec Geneze vsaj mislil na to, da je Hecron Perecov sin in ne vnuk ali kakšen kasnejši potomec.

## Očetovstvo
2 Mz 6,23 navaja, da je Aron oženil Elišebo, »Aminadabovo hčer, Nahšonovo sestro.« Če je bila torej Elišeba Aminadabova hči in sestra Nahšona, bi moralo pomeniti, da sta Aminadab in Nahšon oče in sin. Če ne, zakaj ne? Nahšon je bil pomemben vodja Judovega plemena med eksodusom in potovanjih po divjini in je bil pogosto imenovan »Nahšon, Aminadabov sin.« (4 Mz 1,7, 4 Mz 2,3, 4 Mz 7,12, 4 Mz 7,17, 4 Mz 10,14). Ko je pisec Numerov imenoval Nahšona, Aminadabovega sina, ali je mislil v knjižnem pomenu besede? Beseda sin (hebrejsko ben) je uporabljena 143 krat v Numerih. Če preverite vse, ne boste našli niti ene, ki bi dajala razlog, da je uporabljena v širšem pomenu besede. V Mt 15,22, na primer, je Jezus imenovan »Davidov sin«, v kontekstu, v katerem beseda sin očitno ni mogla pomeniti sin kot potomec. Toda v Numerih ni primerov, kot je ta. Poleg tega je pisec stalno uporabljal termin ta in ta je sin tega in tega. V 4 Mz 1,20 je npr. Ruben imenovan »najstarejši Izraelov (Jakobov) sin«, kar nam 1 Mz 29,32 tudi potrdi. Elazar je imenovan »Aronov sin« (4 Mz 4,16, 4 Mz 20,25, 4 Mz 26, 4 Mz 28) in to argumentira 2 Mz 6,23. Veliko je še takih primerov, kjer pisec uporabi besedo sin in iz primerov Exodusa in Numerov je evidentno, da je pisec hotel povedati, da je Nahšon dobesedno Aminadabov sin.

## Pomensko tolmačenje genealogij
5 Mz 23,3 »Noben mešanec naj ne pride v Gospodovo občestvo; tudi do desetega rodu naj njegovi ne pridejo v Gospodovo občestvo.« Jahve prepove nezakonskim otrokom vstop v svoj krog.
Pomenskost povedi »za vedno« bo bolj jasno izražena, če vemo, da mnogi prevodi Biblije niso identični hebrejskemu besedilu. Dobesedno, »Nezakonski otrok ne pride (hebrejščina ni imela prihodnika) v Jahvejevo občestvo«, spremeni vtis, ki ga dobimo ob branju. Ta napačni vtis, ki spravlja prevod v zadrego se nanaša na časovno poved »do  kdaj«. Če mlad fant reče svoji deklici, da jo bo ljubil, dokler ne bo star in betežen, hoče očitno povedati, da za vedno. In katero dekle bo mislilo ob tem, da jo bo ljubil, dokler ne bo star in betežen, potem pa jo bo nehal ljubiti?
Genealogija od Pereca do Davida (Perec je nezakonski otrok Tamare in Jude), je zapisana v Bibliji štirikrat: 1 Krn 2,4-15, Lk 3,31-33, Mt 1,3-6 in Rt 4,18-22. Vsakokrat so navedene sledeče generacije: Perec, Hecron, Ram, Aminadab, Nahšon, Salmon, Boaz, Obed, Jese in David. Lukova genealogija navaja ime Arni namesto Ram, toda opomba nam pove, da so v rokopisih številne različice od 2 - 5 imen, večkrat tudi Joram. Razen te izjeme v nomenklaturi je očitno, da so pisci Biblije, kadarkoli so zapisali genealogijo, ki sega od Pereca do Davida, vedno našteli istih deset generacij. Gotovo bi vsaj eden od njih zapolnil vrzel ali dve, ki bi jo ostali trije izpustili v svojih zaspisih. Poleg teh štirih kompletnih genealogij obstajajo še parcialne, ki obravnavane kot celota potrjujejo, da so pisci Biblije verjeli, da je zgoraj navedenih 10 generacij sestavljalo Davidovo kompletno genealogijo nazaj do njegovega prednika Pereca. Metaforičnost besede oče bi v teh primerih pomenila zanimivo zapisovalno napako.
Nemogoče je, da bi bila luknja v genealogiji med Perecom in Hecronom. Raziskovalci Svetega Pisma so že dolgo tega ugotovili, da kronologija Geneze 37 do 46 ne dopušča časa Perecu, da bi lahko imel pred prihodom Izraelcev v Egipt dva sinova, kaj šele vnuke ali pravnuke.
Taki hermenevtični pristopi verjetno pocenijo Biblijo veliko bolj kot »liberalne« interpretacije apokrifov, ki jih fundamentalisti odkrito prezirajo. Tako imenovani liberalni teologi zanikajo teorijo nezmotljivosti Biblije, a vseeno vztrajajo, da ima vsesplošno vrednost na »višjih nivojih«, ki transcendirajo arhaično nezmotljivost spisov. Svobodomiselnemu bi se zdela prva naloga bralca Biblije ta, da odkrije pravi pomen odstavka, s katerim se je pisec hotel izraziti. Ob mnenju, da iskrene in objektivne metode interpretacije vodijo v konflikt z drugim spisom, bi liberalni teolog poskušal razumeti razlog za to in ga morda videti kot normalen postopek v smeri ljudskih prizadevanj najti Boga. Po drugi strani pa mora fundamentalist verjeti, da prvotni pomen »danega sestavka« ni tako pomemben kot interpretacija, ki se ne strinja z nečem napisanim kjerkoli drugje v Svetem Pismu. Končno, tak hermenevtični pristop odvzame Bibliji mnogo vrednosti. Če je v resnici »Božja beseda«, ali ni vseeno; saj ne pomeni tega, kar so hoteli povedati pisci - pač pa to, kar hoče vedno najpametnejši apologist? Tak apologist lahko odredi, da »dani sestavek« pod razmislekom pomeni X danes, a če biblični kriticizem kasneje odkrije , da je X v konfliktu z nekim drugim besedilom, ki je bilo doslej neopaženo, potem se bo neki drug apologist v nekem drugem času spravil k delu in se odločil, da »dani sestavek« vseeno ni pomenil X, ampak »bi lahko pomenil« Y, s čimer eliminirala konflikt. Ta način hermenevtičnega žongliranja se odvija že generacije in je nekaterim vernikom bolj pomembno kakor intelektualna integriteta, ki pa je v rodoslovju kot znanosti, na prvem mestu.